# Gavleverken

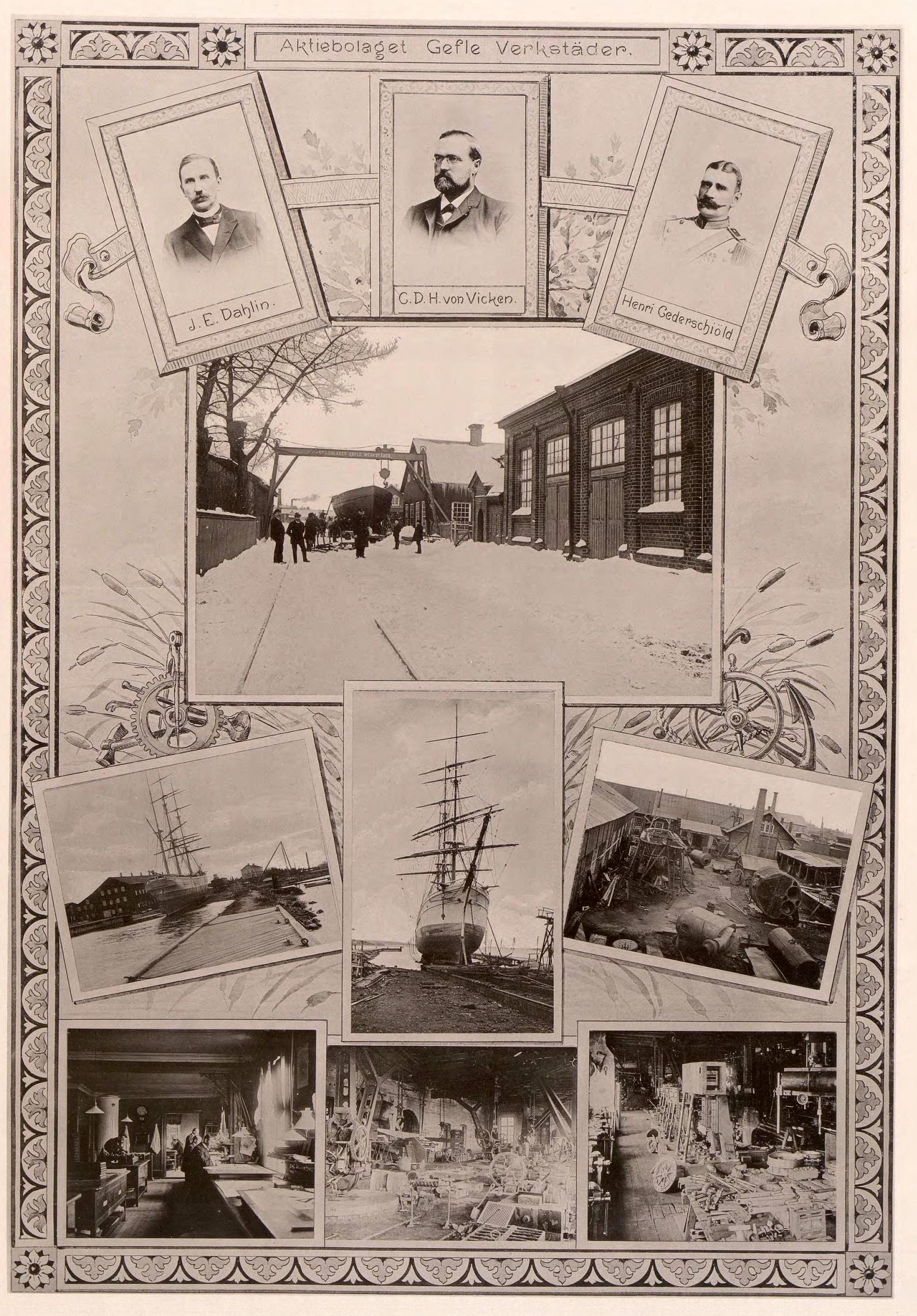
Gefle Verkstäder presenterat i bildverk omkring 1900.

Gavleverken var en mekanisk verkstad i Gävle, vilken i olika former och namn funnits i staden sedan 1847 och vars arvtagare fortfarande (2014) är i drift.

## Lindahl och Runer
Carl Fredrik Lindahl fick i december 1846 privilegium av Kommerskollegium som mekanisk fabrikör i Gävle och inrättade på det nedlagda sockerbrukets område 1847 ett gjuteri och en mekanisk verkstad. Året därpå blev civilingenjören David Runer delägare och bolaget benämndes därefter Lindahl & Runers mekaniska verkstad. Företaget hade ankarspel som huvudprodukt och tillverkade också en mängd andra produkter som ugnar till stålverk, såg- och kvarnverk och även brandsprutor med strålrör enligt ett patent av Lindahl från 1855. Verkstaden byggde också ångmaskiner till framför allt bogserbåtar. Särskilt ankarspel var en betydande exportvara. När Lindahl avled 1873 hade verkstaden 56 arbetare anställda. Driften fortsatte under ledning av sonen P.G. Lindahl och Runers son. Det blev aktiebolag 1881.

## Gefle Verkstäder
År 1893 övertogs Lindahl och Runer av AB Gefle Verkstäder, vilket också övertog Gävle Varv 1896. som vid sekelskiftet 1800/1900 var Gävles största industri. 

## Gavleverken
Efter att Gefle Verkstäder gått i konkurs 1910, ombildades dess verkstadsdel till Gefle Verkstads & Gjuteri AB, som 1924 döptes om till AB Gavleverken, medan varvsdelen blev Gävle Varv.
Företaget producerade bland annat gjutgods och ångpannor, ved- och gasspisar, vattenvärmare och gastvättmaskiner. Det hade från 1938 också ett emaljeringsverk.
Företaget köptes 1953 upp av Gävle Galvans grundare och ägare Arne Sjöström, som 1954 avvecklade delar av produktionen. Det återstående Gavleverken började 1959 tillverka plastbelagd plåt med varumärket Plagan och senare också lätta plåtbalkar, profilerad takplåt och plåt till järnvägsvagnar.

## GA Plagan/Ruukki Sverige
Finländska Rautaruukki köpte företaget 1990 och döpte 1992 om det till GA Plagan AB och döpte om det till Ruukki Sverige AB. SSAB köpte Rautaruukki samma år.